# Людина з Печери Благородного Оленя
Люди́на з Пече́ри Благоро́дного Оле́ня — це наймолодші рештки доісторичних людей не виду Homo sapiens, відомі на 2012 рік. Методом радіовуглецевого аналізу датовані 14500—11500 рр. тому.

## Історія відкриття
Протягом багатьох років біологи передбачали, що з часом в Азії будуть відкриті нові людські види, коли розкопки будуть вестися на вищому рівні та ретельніше аналізувати вже знайдене. І це сталося. Міжнародна група дослідників з Китаю та Австралії зробила відкриття, яке може в майбутньому перевернути уявлення про еволюцію людини.
Зразки останків походять з двох місць. Перший череп був отриманий в 2009 році з блоку осадових порід, видобутого в печері Довгого лісу (Лунліньдун, кит. 隆林洞, пін. lónglíndòng) в китайській провінції Гуансі ще в 1979 році. Крім цих останків, Даррен Курно і Цзі Сюепін з Юньнанського університету (КНР) виявили кістки трьох стародавніх людей в печері Благородного Оленя (Малудун, кит. 马鹿洞, пін. mǎlùdòng) недалеко від міста Менцзи в провінції Юньнань ще в 1989 році, але потрапили вони до рук дослідників тільки нещодавно. Останки четвертого екземпляра виявили в околицях місцевого села. Вік кістяків, за оцінками дослідників, становить від 14 500 до 11 500 років. Хоча знахідку виявили ще в 1989 році, однак досліджувати її почали тільки в 2008 році. Ще один скелет знайшли в 1979 році, але вивільнити його з-під каменів вдалося тільки 2009 року. Звіт про знахідку опублікований в журналі PLoS One.
Черепа і зуби з цих двох місць дуже схожі, тому антропологи припускають, що вони відносяться до однієї популяції стародавньої людини. Умовно Даррен Керно назвав їх «люди печери благородного оленя — саме цієї дичиною вони, судячи з усього, харчувалися».
Зазначимо, що крім останків трьох індивідуумів, археологи виявили в печері Малудун скам'янілі кістки вимерлих видів оленів і кам'яні інструменти, за допомогою яких древні, ймовірно, обробляли здобич. Відомо, що на відміну від неандертальців, ці люди вимерли тільки в кінці останнього льодовикового періоду. Цікаво зауважити, що мешкав новий вид одночасно з сучасними людьми, які до того часу вже освоїли територію Китаю.
Радіовуглецеве датування робить людей Благородного Оленя навіть більш пізніми, ніж знамениті «гобіти» Homo floresiensis з індонезійського острова Флорес. Нагадаємо, що ця вельми спірна знахідка (частина вчених так і не визнала «гобітів» за новий вид) була зроблена в 2003 році. Homo floresiensis жили не пізніше, ніж 13 тисяч років тому.

## Антропологічна характеристика
Вивчені люди володіли сумішшю архаїчних і сучасних ознак. У них було округле склепіння черепа з товстими кістками, виступаючі надбрівні дуги, досить короткі і плоскі обличчя, широкі носи. Щелепи цих людей виступали вперед, але у них не було підборіддя, як у сучасних людей. Також у людей цього виду великі корінні зуби. Мозок у них середнього розміру (лобові долі схожі за будовою на долі сучасної людини, а от тім'яні частки погано розвинені). Вчені вважають, що ці люди були вищими за неандертальців у своєму розвитку, так, томограма черепа показала, що фронтальні частки мозку мали бути схожі з тими, що маємо ми сьогодні. З причини того, що зоною їх проживання був регіон, що відрізнявся сонячною активністю, швидше за все, вони мали темну шкіру. Як відзначають вчені, даний вид однозначно пов'язаний з Homo sapiens, але є принципово новою гілкою еволюції.
Аналіз черепів показав: ці гомініди мали унікальну суміш стародавніх і сучасних анатомічних рис, констатує Даррен Карно з Університету Нового Південного Уельсу.

## Проблема походження і класифікації виду
«Ми намагаємося бути максимально уважні зараз, намагаючись точно ідентифікувати відкриті рештки, проблема в тому, що досі, як не дивно, у нас немає точного визначення нас самих homo sapiens», заявив BBC один з учасників проекту, співробітник Університету Нового Південного Уельсу Даррен Курно. Точне місце нових доісторичних людей цього виду на генеалогічному дереві людини ще належить визначити. У даний час вчені намагаються отримати зі знайдених кісток ДНК, щоб провести генетичне порівняння з сучасною людиною і відомими видами древніх людей.
Досі в материковій Східної Азії не знаходили останки молодші 100 тис. років, відмінні від нашого людського виду Homo sapiens, Тому відкриття «людей печери благородного оленя» показує відразу декілька можливих сценаріїв розвитку подій в давнину. Даррен Курно підкреслив, що сьогодні антропологи не дійшли єдиної думки щодо біологічного походження та визначення нашого виду, Homo sapiens. Тобто нова знахідка може пролити світло на цю проблему.
Група вчених висуває три гіпотези щодо біологічної природи істот, яким належать останки: За однією з версій, що була висунута співробітником Музею природної історії в Лондоні, Крісом Стрінгером, ці люди могли бути першою хвилею еміграції з Африки, тобто ранньою «стадією» сучасної людини. На його думку, «люди з оленячої печери» покинули прабатьківщину задовго до «основного результату» близько 60 тисяч років тому. Інший варіант стверджує, що вони дійсно були окремим видом Homo, раніше не відомим науці. Він міг самостійно розвинутися в Азії і жити поряд з нашим власним видом.
«Ці нові останки можуть належати досі невідомому виду, який пережив самий кінець Льодовикового періоду близько 11 тисяч років тому, — зауважив Даррен Курно, — Вони також можуть представляти людей, які дуже рано мігрували з Африки або просто раніше не потрапляли на очі вченим».
Третій сценарій наполягає на тому, що люди з Печери благородного оленя можуть бути гібридами. «Можливо, це були сучасні люди, які змішалися з архаїчними людьми, які також жили в ті часи», пояснила доктор Ізабель Де Гроот з Музею природної історії в Лондоні. Вона також стверджує, що характерні риси у гібридів могли з'явитися під впливом клімату або бути результатом ізоляції від інших видів.

## Перспективи подальших досліджень
Як ставитися до відкриття, зробленого групою китайських і австралійських учених, наукове співтовариство в більшості своїй поки ще не вирішило. Мова може йти як про особливий новий вид роду Homo, що примудрився дожити до тих часів, коли в Китаї вже з'явилися ранні землеробські культури, так і просто про рідкісну популяцію Homo sapiens, яка володіла дивно архаїчними рисами, що зараз вже зовсім немислимо.
У всякому разі другу версію не виключає австралійський біолог-еволюціоніст Даррен Курно з Університету Нового Південного Уельсу, провідний автор дослідження, опублікованого в біологічному журналі PLoS ONE. «Ми виявили нову популяцію доісторичних людей, чиї черепи вражають незвичайною мозаїкою сучасних анатомічних особливостей і примітивних рис, успадкованих від наших предків, які жили сотні тисяч років тому, заявив він в інтерв'ю виданню National Geographic. Більш того, деякі з цих рис анатомічно абсолютно унікальні серед усіх представників людського еволюційного дерева».
Остаточно місце нових доісторичних людей на генеалогічному дереві людини ще потрібно встановити. Щоб отримати переконливі свідчення на користь існування нового виду Homo, очевидно, необхідно привести і генетичні докази, однак поки спроби виділити ДНК з останків Печери Благородного Оленя не увінчалися успіхом. Нові дослідження такого роду планується провести за участю трьох найбільших у світі лабораторій, які займаються отриманням генетичного матеріалу з давніх останків. Зі скам'янілостей можна вичленувати ДНК, впевнені дослідники. Втім, поки подібні спроби не увінчалися успіхом. Зараз група Карно пробує з цією метою використовувати найбільш передові технології.
Проблемою, що постала на повний зріст перед австралійськими і китайськими антропологами, стала відсутність задовільного визначення нашого власного виду, Homo sapiens. Даррен Курно називає це основною причиною того, що їх група так зволікає з класифікацією знахідки в Печері Шляхетного Оленя. Парадоксально, що палеонтологи дуже мало знають про те, як протікала еволюція людських видів в Азії, попри те що в даний час там проживає понад половина населення земної кулі. Набагато більше ми знаємо про те, що відбувалося десятки і сотні тисяч років тому в Європі і Африці.
Якщо ж в цілому припущення археологів підтвердиться, у книгах з антропології серед людей, що населяли планету кілька тисяч років тому, компанію «людині розумній» і неандертальцю складе ще один вид.

## Ресурси Інтернету
- В Китае нашли останки нового вида человека [Архівовано 21 квітня 2012 у Wayback Machine.]
- Темношкірі предки людини — нова гілка еволюції [Архівовано 17 березня 2012 у Wayback Machine.]
- Нелюди из Пещеры Красного Оленя [Архівовано 22 грудня 2012 у Wayback Machine.]
- http://www.gudok.ru/sociaty/news.php?ID=428061%5Bнедоступне+посилання%5D%5Bнедоступне+посилання+з+липня+2019%5D
- http://gazeta.ua/articles/history/_arheologi-znajshli-nevidomij-ranishe-vid-lyudej/427017%5Bнедоступне+посилання%5D [Архівовано 22 лютого 2014 у Wayback Machine.]
- http://news.dt.ua/SCIENCE/u_kitayi_znayshli_ostanki_nevidomogo_predka_lyudini_foto-98752.html%5Bнедоступне+посилання%5D%5Bнедоступне+посилання+з+липня+2019%5D